# Plan Quinquenal (Unión Soviética)
Los planes quinquenales para la economía nacional de la Unión Soviética (en ruso: Пятиле́тние пла́ны разви́тия наро́дного хозя́йства СССР, romanizado: Piatiletnie plany razvitia naródnovo joziaistva SSSR) fueron una serie de proyectos internacionales centralizados en el desarrollo económico de la creciente Unión Soviética. Estos proyectos fueron desarrollados por el Gosplán basándose en la “Teoría de las fuerzas productivas”, que era parte de las directrices generales del Partido Comunista para el desarrollo económico. La realización del plan llegó a ser la insignia de la burocracia soviética. Esto ayudó al desarrollo rápido de la industria, y en especial de la industria pesada.
Estos planes propuestos por Stalin consistían en la planificación de la economía cada cinco años. Varios planes quinquenales no se llevaron a cabo en su totalidad en el período asignado para ellos (unos satisfactoriamente fueron completados antes de lo esperado, mientras que otros fracasaron y fueron abandonados, o debieron ser suspendidos por alguna razón —por ejemplo, inicio de una guerra—). 
Los planes quinquenales iniciales fueron creados para ayudar en la rápida industrialización de la Unión Soviética, concentrando sus esfuerzos en la industria pesada. En total, hubo 13 proyectos de cinco años. El primero fue aceptado en 1928 para el quinquenio de 1929 a 1933, y completado un año antes de lo previsto. El último plan quinquenal, el decimotercero, fue durante el período 1991-1995, y no fue completado debido a la disolución de la Unión Soviética en 1991. De 1928 a 1945 se decretaron tres planes: 1928-1932, 1933-1937 y 1938-1941. Este último se vio interrumpido por la invasión alemana, pero después de la Segunda Guerra Mundial (1939-1945) se volvieron a elaborar.

## Planes Quinquenales
Fueron planes económicos y productivos a realizar en 5 años, desarrollados durante la existencia de la Unión Soviética (1922-1991), con la finalidad de lograr una rápida y efectiva industrialización de esta nación.

### El primer plan quinquenal (1928-1932)

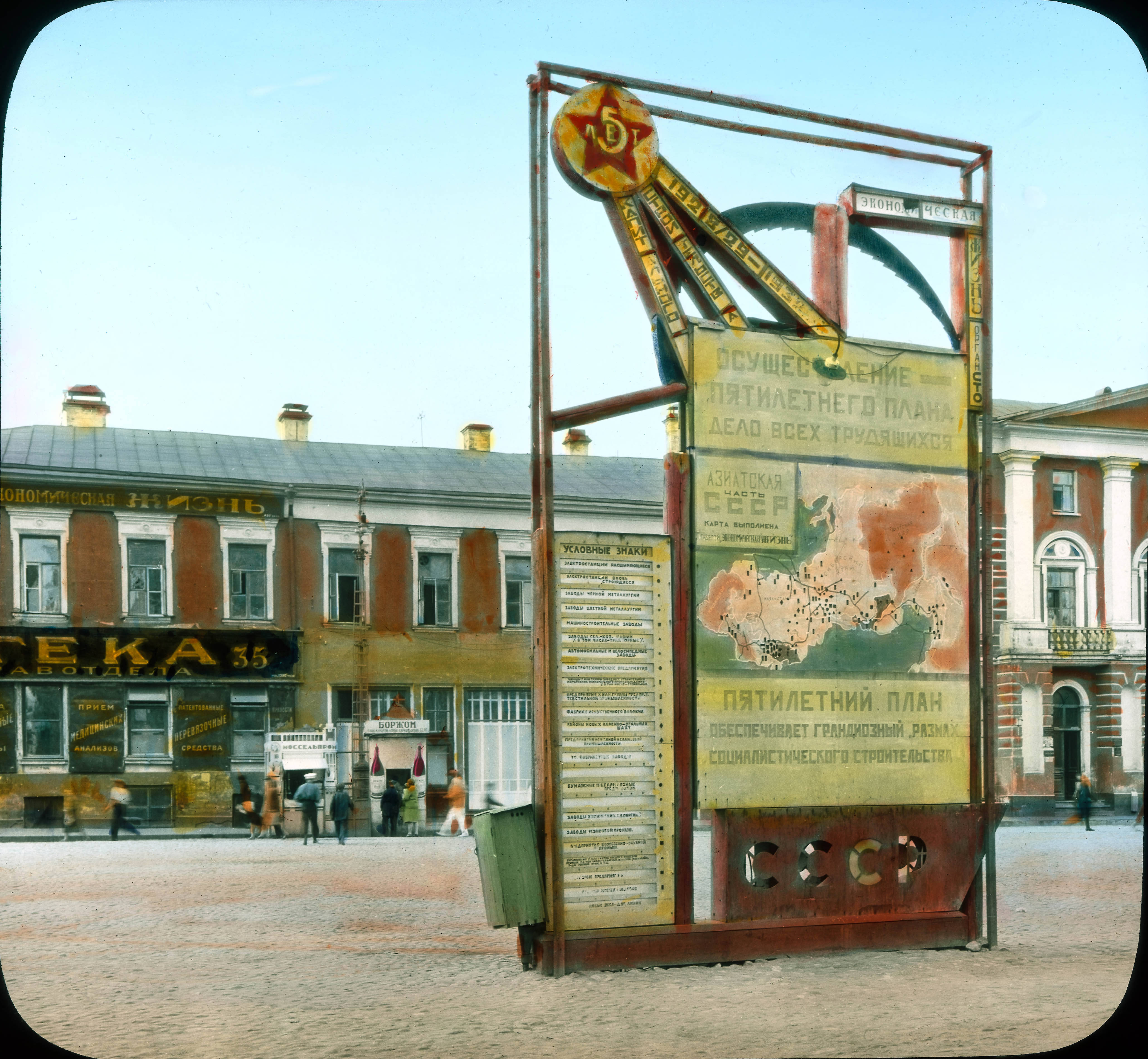
Gran tablón de anuncios con eslóganes sobre el Plan Quinquenal en Moscú, Unión Soviética (c.1931) por un viajero DeCou, Branson. Se lee como si estuviera hecho por un periódico estatal «Economía y Vida» (Экономика и жизнь)

Tras ser aprobado en el XV Congreso del Partido Comunista de la Unión Soviética en 1927 el plan fue puesto en marcha el 1 de octubre del año siguiente.
El objetivo del primer plan quinquenal (1928-1932) era levantar la industria pesada de la Unión Soviética sin recurrir a la ayuda de los países extranjeros. Pero la Unión Soviética continuaba siendo un país agrario, por lo que se debía realizar antes una importante reforma agraria.
La colectivización de la tierra, preveía la formación de granjas colectivas (koljoses) que se considerarían propiedad de los campesinos. Esta colectivización provocó conflictos entre el estado y los campesinos propietarios especialmente, propietarios medios (kulaks), pero al final el Estado se impuso mediante la violencia. Miles de kulaks fueron deportados a campos de trabajo, con penas de hasta 10 años. Muchos campesinos fueron asesinados durante estos conflictos por lo cual preferían sacrificar sus animales, que ayudaban a trabajar la tierra, e incendiar sus cosechas en vez de entregarlas al Estado. Esto generó profundas hambrunas y epidemias.
A pesar de todo, la agricultura fue durante mucho tiempo el sector más débil de la economía soviética. Paralelamente a la colectivización de la tierra, hubo un rápido proceso de industrialización, previsto también en el plan.
Por otra parte, también entre 1928 y 1932, se realizó un proyecto secreto de inversión extranjera privada con empresas destacadas de Estados Unidos que asesoraron al Gobierno soviético en materia de construcción industrial, lo cual sirvió de aprendizaje para los técnicos soviéticos.
Este plan cumplió con los objetivos industriales en menos tiempo del previsto originalmente.  Los objetivos de producción se incrementaron en un 50 % informado durante la deliberación inicial de los objetivos industriales. Gran parte del énfasis se puso en la industria pesada.  Aproximadamente el 86 % de todas las inversiones industriales durante este tiempo fueron directamente a la industria pesada.  Oficialmente, el primer plan quinquenal de la industria se cumplió en un 93,7 % en sólo cuatro años y tres meses. Los medios de producción en lo que respecta a la industria pesada superaron la cuota, registrando un 103,4 %. La industria ligera, o de bienes de consumo, alcanzó hasta el 84,9 % de su cuota asignada Sin embargo, existe cierta especulación con respecto a la legitimidad de estos números, ya que la naturaleza de las estadísticas soviéticas es notoriamente engañosa o exagerada. Otro problema fue que se sacrificó la calidad para lograr la cantidad, y los resultados de producción generaron artículos muy variados.  En consecuencia, se implementó el racionamiento para resolver la escasez crónica de alimentos y suministros.
La propaganda de la Unión Soviética utilizada antes, durante y después del primer plan quinquenal comparó la industria con la batalla.  Esto fue un gran éxito.  Usaron términos como "frentes", "campañas" y "avances", mientras que al mismo tiempo, los trabajadores se vieron obligados a trabajar más duro que nunca y se organizaron en "tropas de choque", y aquellos que se rebelaron o no lograron mantener  con su trabajo fueron tratados como traidores. Los carteles y volantes utilizados para promover y publicitar el plan también recordaban la propaganda de la época de la guerra.  Una metáfora militar popular surgió del éxito económico del primer plan quinquenal: "No hay fortalezas que los bolcheviques no puedan asaltar".  A Stalin le gustó especialmente esto.
El primer plan quinquenal no se trataba solo de economía. Este plan fue una revolución que pretendía transformar todos los aspectos de la sociedad. La forma de vida de la mayoría de la gente cambió drásticamente durante este tiempo revolucionario. El plan también se denominó "Gran Giro". La agricultura campesina individual dio paso a un sistema más eficiente de agricultura colectiva. La propiedad campesina y pueblos enteros se incorporaron a la economía estatal que tenía sus propias fuerzas de mercado.
Sin embargo, hubo una fuerte resistencia a esto al principio. Los campesinos dirigieron un ataque total para proteger la agricultura individual;  sin embargo, Stalin, con razón, no vio a los campesinos como una amenaza. A pesar de ser el segmento más grande de la población, no tenían fuerza real y, por lo tanto, no podían representar una amenaza seria para el estado.  Para cuando esto se hizo, el plan de colectivización parecía una campaña militar muy sangrienta contra el estilo de vida tradicional de los campesinos. Esta transformación social junto con el increíble auge económico ocurrió al mismo tiempo que todo el régimen soviético  desarrolló su forma definitiva en la década de 1930.
Muchos académicos creen que algunos otros factores importantes, como la política exterior soviética y la seguridad interna, intervinieron en la ejecución del plan quinquenal.  Si bien la ideología y la economía fueron una parte importante, la preparación para la próxima guerra también afectó todas las partes principales del plan de cinco años. El esfuerzo bélico realmente repuntó en 1933 cuando Hitler llegó al poder en Alemania.  El estrés que esto causó en la seguridad interna y el control en el plan quinquenal es difícil de documentar.
Si bien la mayoría de las cifras fueron exageradas, Stalin pudo anunciar con sinceridad que el plan se había logrado antes de lo previsto;  sin embargo, se excluyeron las numerosas inversiones realizadas en el oeste. Si bien se construyeron muchas fábricas y la producción industrial aumentó de forma magistral y nunca antes vista en toda su historia.
Si bien hubo un gran éxito, también hubo muchos problemas no solo con el plan en sí, sino con la rapidez con que se completó. Su enfoque de la industrialización fue muy ineficiente y se invirtieron cantidades extremas de recursos en la construcción que, en muchos casos, nunca se completó. Estos recursos también se invirtieron en equipos que nunca se usaron, o que ni siquiera se necesitaron en primer lugar.

### El segundo plan quinquenal (1933-1937)
El segundo plan (1933-1937) se centró en mejorar las condiciones de vida de la población e hizo hincapié en la autosuficiencia, sobre todo de la industria pesada, fundamental para la producción bélica. El crecimiento industrial durante los primeros diez años de la planificación fue espectacular: la producción de hierro y acero se multiplicó por cuatro y la del carbón por tres y medio. Este desarrollo en la industria base, permitió la conversión de la Unión Soviética en una potencia militar, que se hizo sacrificando la industria de bienes de uso y consumo, lo que afectó al nivel y calidad de vida de la población.

### El tercer plan quinquenal (1938-1941)
El tercer plan quinquenal sólo duró tres años, hasta 1941, cuando la Alemania nazi invadió Rusia y esta entró en la Segunda Guerra Mundial. Como la guerra se acercaba, más recursos se pusieron en el desarrollo de armamentos, entre otros: vehículos blindados y armas. 
Los dos primeros años del tercer plan quinquenal demostraron ser una decepción en términos de metas de producción. Aun así, el valor de estos objetivos y de la coordinación de un conjunto de la economía del desarrollo de la planificación central fue innegable. Durante la década de 1930, la Unión Soviética alcanzó una tasa anual de crecimiento industrial del 12 % al 13 %, tiene pocos paralelos en la historia económica de otros países. Dado que la economía de Rusia siempre fue a la zaga del resto de Europa, estos aumentos parecen aún más drásticos. Además, esta alta tasa de crecimiento fue seguida después de la Segunda Guerra Mundial, tras la devastación que tenía que ser reparada, y continuó en los primeros años cincuenta, después disminuyó gradualmente.

### El cuarto y quinto plan (1946-1950) y (1951-1955)
Tras la Segunda Guerra Mundial, se hizo hincapié en la reconstrucción, y en 1945 Stalin prometió que la Unión Soviética sería la principal potencia industrial de 1960.
Gran parte de la Unión Soviética en esta etapa había sido devastada por la guerra. Oficialmente, 98 000 granjas colectivas habían sido saqueadas y arruinadas, con la pérdida de 137 000 tractores, 49 000 cosechadoras, 7 millones de caballos, 17 millones de cabezas de ganado, 20 millones de cerdos, 27 millones de ovejas; el 25 % de todos los bienes de equipo habían sido destruidos, 35 000 plantas y fábricas, 6 millones de edificios, incluidos 40 000 hospitales, 70 000 aldeas y 4710 ciudades (40 % vivienda urbana) fueron destruidos, dejando a 25 millones de personas sin hogar; alrededor del 40 % de las vías férreas habían sido destruidas; oficialmente 7,5 millones de soldados murieron, 6 millones más civiles, pero tal vez un total de 26 millones de muertos. En 1945, la minería y la metalurgia estaban al 40 % de los niveles de 1940, la energía eléctrica se redujo un 52 %, de hierro un 26 % y acero 45 %, la producción de alimentos fue de 60 % el nivel de 1940. Después de Polonia, la Unión Soviética había sido la nación más duramente golpeada por la guerra. La reconstrucción se vio dificultada por una crónica escasez de mano de obra debido a la enorme cantidad de bajas soviéticas en la guerra. Por otra parte, en 1946 fue el año más seco desde 1891, y la cosecha fue mala.
Los EE. UU. y la Unión Soviética no pudieron ponerse de acuerdo sobre los términos de un préstamo de ayuda de EE. UU. a la reconstrucción, y esto fue un factor que contribuyó a la rápida escalada de la guerra fría. Sin embargo, la Unión Soviética hizo ganar las reparaciones de Alemania, y los países de Europa oriental efectuaron los pagos a cambio de que los soviéticos les hubieran liberado de los nazis. En 1949, fue creado el COMECON (Consejo de Ayuda Mutua Económica), que unía a los países del bloque del Este económicamente. Un tercio del cuarto Plan se gastó en Ucrania, lo cual es importante en la agricultura y la industria, ya que había sido una de las zonas más devastadas por la guerra.
En 1947, se terminó con el racionamiento de alimentos, pero la producción agrícola estuvo apenas por encima del nivel de 1940 en 1952. Sin embargo, la producción industrial en 1952 era casi el doble del nivel de 1941.

### El sexto plan (1956-1960)
Otro plan para mejorar la industria se llevó a cabo en 1956 por Nikita Jrushchov, a raíz de la muerte de Stalin en 1953. Algunas de las políticas de Jrushchov incluyeron la nacionalización, la Campaña de las Tierras Vírgenes, la creación de un salario mínimo y la producción de bienes de consumo que elevó el nivel de vida de los soviéticos.

### El séptimo plan (1961-1965)
Los progresos de la Unión Soviética se redujeron considerablemente durante este período.

### El octavo plan (1966-1970)
Se construyeron diez millones de apartamentos durante este plan quinquenal y, en los dos siguientes planes quinquenales, se logró el objetivo de proporcionar a cada familia un apartamento totalmente equipado. Los alquileres no habían cambiado desde hacía más de cincuenta años y seguían siendo los más bajos del mundo.

### El noveno plan (1971-1975)
La Unión Soviética importó unas 14 millones de toneladas de grano y se mejoraron las relaciones entre la Unión Soviética y los Estados Unidos para facilitar el comercio.

### El décimo plan (1976-1980)
Leonid Brézhnev declaró el lema "Piatiletka de calidad y eficiencia" para este período.

### El undécimo plan (1981-1985)
Durante el undécimo plan quinquenal, el país exportó cerca de 42 millones de toneladas de grano al año, casi el doble que durante el décimo plan quinquenal y tres veces más que durante el noveno plan quinquenal (1971-75). La mayor parte de este grano se vendió por el oeste, en 1985, por ejemplo, el 94 % de las exportaciones de cereales soviéticos fueron a los países no socialistas del mundo.

### El duodécimo plan (1986-1990)
El duodécimo plan se inició con el lema de Uskoréniye, la aceleración del desarrollo económico (rápidamente olvidado en favor del lema Perestroika) que terminó en una profunda crisis económica en prácticamente todas las esferas de la economía soviética y la caída de la producción.
La Ley de Empresa Estatal de 1987 y el seguimiento de los decretos sobre jozraschot y la auto-financiación en diversas esferas de la economía soviética tenían por objeto la descentralización de la economía planificada.

### El decimotercer plan (1991)
Este plan sólo duró aproximadamente un año, debido a la disolución de la Unión Soviética en 1991. El plan habría durado hasta 1995 si el estado no se hubiera disuelto.

## Los planes quinquenales y la planificación en otros países
El mismo método de planificación también fue adoptado por la mayor parte de los otros estados comunistas, incluyendo el gobierno prosoviético de la India y el de la República Popular China en el periodo comprendido entre 1950 y 1960. Además, varios estados capitalistas han emulado el concepto de una planificación central, aunque en un contexto de una economía de mercado, proponiendo objetivos económicos integrados durante un período finito. Así podemos encontrar "Proyectos a siete años" y "Proyectos a doce años". El plan quinquenal también se llevó a cabo en Japón y Corea del Sur.